# المجلس الصحي السعودي
المجلس الصحي السعودي تكوّن عام 1435هـ بقرار من مجلس الوزراء السعودي بهدف التنسيق بين الجهات الصحية السعودية من أجل تحسين الصحة وخفض معدلات الإصابة بالأمراض والعجز والوفاة. يضع المجلس التنظيمات التي تساعد في تقديم خدمات صحية عالية الجودة بطرق ميسرة ومأمونة تمنع ازدواجية الإنفاق وإهدار الموارد وتحقق العدالة في توزيع الخدمات الصحية. ويعمل المجلس مع القطاعات والجهات الصحية ذات العلاقة لتنفيد برامج تساهم في تعزيز الصحة. تطور المجلس عن ما كان يسمى مجلس الخدمات الصحية والذي أنشئ عام 1423هـ ليتحول إلى المسمى الحالي.

## أعضاء المجلس الصحي السعودي[3]
ورد في النظام الصحي في مادته السادسة عشر وتعديلاتها ان المجلس يكون برئاسة وزير الصحة وعضوية كل من:
- مدير عام الخدمات الطبية بالقوات المسلحة.
- المدير العام التنفيذي للشؤون الصحية وزارة الحرس الوطني.
- مدير عام الخدمات الطبية بوزارة الداخلية.
- ممثل لوزارة الصحة.
- ممثل لوزارة التعليم
- ممثل لوزارة المالية.
- ممثل لوزارة الاقتصاد والتخطيط.
- ممثل لوزارة الموارد البشرية.
- المشرف العام التنفيذي على المؤسسة العامة لمستشفى الملك فيصل التخصصي ومركز الأبحاث.
- الرئيس التنفيذي للهيئة العامة للغذاء والدواء.
- رئيس هيئة الهلال الأحمر
- أحد عمداء الكليات الصحية.
- امين عام مجلس الضمان الصحي.
- اثنين من القطاع الصحي الخاص.
- ممثل المركز الوطني للوقاية من الامراض ومكافحتها.

## اختصاصات المجلس
- إعداد إستراتيجية الرعاية الصحية في المملكة.
- وضع التنظيم الملائم لتشغيل المستشفيات التي تديرها الوزارة والجهات الحكومية الأخرى، بحيث تدار وفقًا لأسس الإدارة الاقتصادية ومعايير الأداء والجودة النوعية.
- وضع وإقرار سياسية التنسيق والتكامل بين جميع الجهات المختصة بتقديم الخدمات الصحية.[4]
- تقويم السياسات، والخطط الصحية ومراجعتها بصفه دورية.
- دراسة مستوى الخدمات الصحية وتقويمها، وتحديد متطلبات القطاع الصحي، واتخاذ التوصيات اللازمة بشأن توزيع الخدمات الصحية بجميع أنواعها على مناطق المملكة، والنهوض النوعي بالخدمات الصحية.
- العمل على تنفيذ السياسات والخطط والبرامج والمشروعات الواردة في إستراتيجية الرعاية الصحية في المملكة، وتذليل أي صعوبة قد تعترضها بالتنسيق مع الجهات ذات العلاقة.
- التنسيق بين الجهات الحكومية التي تقدم خدمات صحية بشأن إنشاء المستشفيات، والمشروعات، والبرامج التخصصية الصحية.
- دراسة الأنظمة الخاصة بالخدمات الصحية، واقتراح تعديلها وتطويرها.
- تكوين اللجان المتخصصة التي تعين المجلس على أداء مهماته سواء لدى الأمانة أو في المناطق وتحديد اختصاصاتها والقواعد المنظمة لعملها وحقوق أعضاءها وواجباتهم.
- إصدار اللوائح التنظيمية والإدارية والمالية اللازمة لتسيير أعمال المجلس بالاتفاق مع وزارة المالية واعتماد الهيكل التنظيمي لأمانة المجلس بالتنسيق مع امانة اللجنة العليا للتنظيم الإداري.

## الأمانة العامة للمجلس الصحي السعودي[5]
هي الجهاز التنفيذي للمجلس الصحي السعودي وتم انشاءها بمقتضى اختصاصات المجلس وتتولى تحت اشراف المجلس تنفيذ جميع الأعمال الإدارية، الفنية، والمالية الخاصة بالمجلس والمراكز التابعة له. ومقرها مدينة الرياض، ويعتبر الأمين العام المسؤول التنفيذي للمجلس وفقا للصلاحيات المالية والإدارية الممنوحة له.

## المراكز التابعة للأمانة العامة
- المركز الوطني للمعلومات الصحية.
- المركز السعودي لزراعة الأعضاء.
- المركز الوطني لاضطرابات النمو.
- مركز البحوث والدراسات الصحية الوطنية.
- المركز الوطني للأورام.
- المركز الوطني للمارسة المبنية على البراهين.
- المركز الوطني للسكري.

## المؤتمر السعودي لدعم الحياة بالأكسجة الغشائية خارج الجسم
هو مؤتمر يقام في مدينة جدة لمدة يومين، ويشارك فيه نخبة من الخبراء والمتحدثين المحليين والدوليين والمتخصصين في مجال الأكسجة الغشائية من مختلف القطاعات الصحية والقطاعات ذوات العلاقة. يهدف المؤتمر إلى بناء القدرات البشرية الوطنية للتعامل مع الحالات الطارئة لدعم الحياة بالأكسجة الغشائية خارج الجسم الـ (ECMO) وهو امتداد لجهود المجلس في بناء القدرات البشرية في المنظومة الصحية.

## روابط خارجية
- المجلس الصحي السعودي